# TONでネットワーク
『TONでネットワーク』（トンでネットワーク）は、1986年4月18日から同年9月26日までテレビ東京系列局で放送されていたテレビ東京製作の情報番組である。放送時間は毎週金曜 21:00 - 21:54 （日本標準時）。

## 概要
知的好奇心を満足させることをコンセプトにした番組で、毎回東京・大阪・名古屋の3都市から様々な情報を伝えていた。タイトルの「TON」は、当時テレビ東京が用いていたネットワーク名称「メガTONネットワーク」（現・TXN）から取ったものである。ただし独立局等、加盟局以外でも放送していた。

## 出演者

### 総合司会
- 小倉智昭
- 山田邦子

### スタジオレギュラー
- 川上麻衣子

### 東京レポーター
- なぎら健壱
- 松居直美

### 大阪レポーター
- 月亭八方
- 片岡聖子

### 名古屋レポーター
- エド山口
- 川島なお美